# Alquízar
Alquízar là một đô thị và thành phố ở tỉnh La Habana của Cuba.
Thị xã nằm ở góc tây nam tỉnh, tây nam của San Antonio de los Baños và phía tây của Güira de Melena.
Khu định cư đã được đề cập lần đầu vào năm 1616, lúc đó là một đồn điền cà phê thuộc sở hữu của Don Sancho de Alquízar, người đã cấp tên cho cộng đồng. Năm 1826, một đơn vị đồn trú đã được lập ở đây, cộng đồng được lập thành đô thị năm 1879.

## Thông tin nhân khẩu
Năm 2004, đô thị Alquízar có dân số 29.616 người. Diện tích là 193 km² (74,5 mi²), với mật độ dân số là 153,5người/km² (397,6người/sq mi).
Đô thị này được chia thành các phường (barrio) Guanímar, La Paz, Pueblo (capital), San Andrés và Tumbadero.